# Julien Baker
Julien Rose Baker (Bartlett, 29 settembre 1995) è una cantante e chitarrista statunitense.

## Biografia
Julien Baker ha imparato a suonare la chitarra grazie a quella di suo padre, ascoltando i Green Day e i Fall Out Boy e, successivamente, ha frequentato la Middle Tennessee State University, conseguendo la laurea.
Nel 2010 ha co-fondato il gruppo The Star Killers, dal 2015 conosciuto come Forrister. Durante il suo primo anno d'università ha iniziato a scrivere canzoni, spesso nelle aule universitarie a tarda notte. Con il suo amico Michael Hegner, ha registrato un EP agli Spacebomb Studios, che ha pubblicato  nell'inverno 2014 su Bandcamp. Il progetto è poi diventato l'album in studio Sprained Ankle, pubblicato nell'ottobre 2015 ed acclamato dalla critica specializzata, apparendo in numerose liste dei migliori album dell'anno.

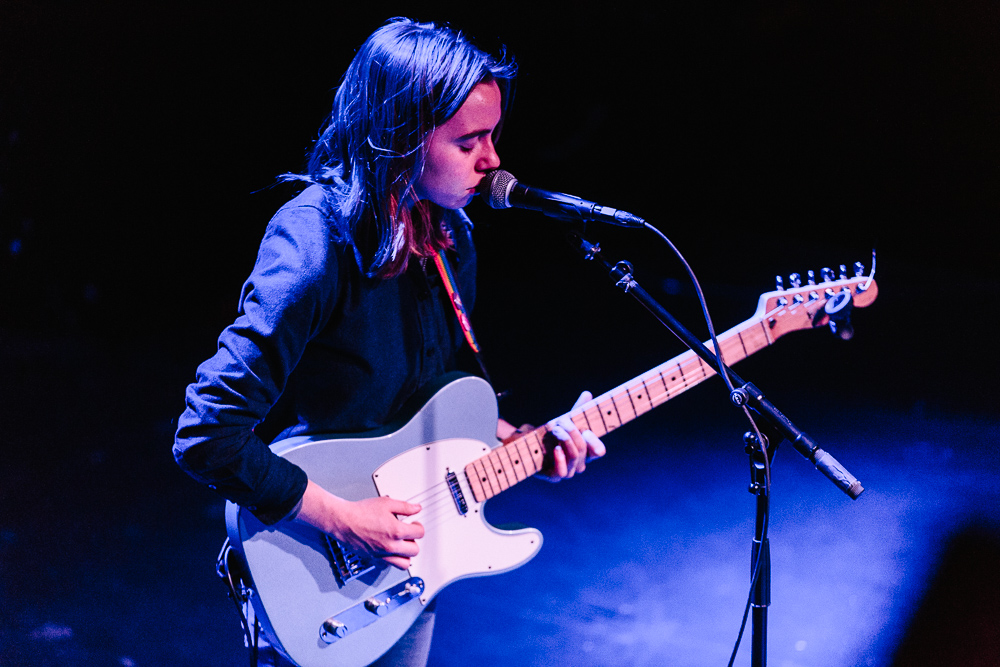
Julien Baker nel 2016

Il 7 marzo 2016 Baker si è esibita al Niny Music Tiny Desk, durante il quale ha annunciato una nuova canzone, Sad Song # 11,  successivamente diffusa con il titolo di Funeral Pyre insieme a Distant Solar Systems. Ha contribuito con il brano Decorated Lawns alla compilation invernale di Punk Talks Jingle Yay, pubblicata il 1º dicembre 2016.
Dopo aver aperto concerti per artisti quali Death Cab for Cutie, Conor Oberst, The Decemberists, Belle and Sebastian, Paramore, The Front Bottoms e Manchester Orchestra, nel 2017 ha firmato un contratto discografico con la Matador Records, pubblicando ufficialmente i singoli Funeral Pyre e Distant Solar Systems. Ad ottobre dello stesso hanno ha reso disponibile il secondo album Turn Out the Lights, registrato presso gli Ardent Studios del Tennessee, anch'esso accolto molto calorosamente dalla critica e che ha raggiunto la 78ª posizione della Billboard 200.
Il 28 ottobre 2017 ha avuto luogo il debutto televisivo della cantante al programma CBS This Morning e il 3 gennaio 2018 è avvenuto quello serale, al The Late Show with Stephen Colbert. Nel 2018 Baker ha fondato il gruppo musicale Boygenius con le cantanti Phoebe Bridgers e Lucy Dacus; con entrambe si era già esibita in tournée. Il gruppo ha pubblicato tre canzoni nel mese di agosto ed un EP eponimo nell'ottobre successivo. Nel 2020 Baker, insieme a Bridgers e Dacus, ha partecipato ai cori di sottofondo del singolo di Hayley Williams Roses/Lotus/Violet/Iris.

## Discografia

### Album in studio
- 2015 – Sprained Ankle
- 2017 – Turn Out the Lights
- 2021 – Little Oblivions

### Album dal vivo
- 2016 – Audiotree Live

### Singoli
- 2017 – Funeral Pyre
- 2017 – Distant Solar Systems
- 2019 – Red Door / Conversation Piece
- 2019 – Tokyo